# Calexico (banda)

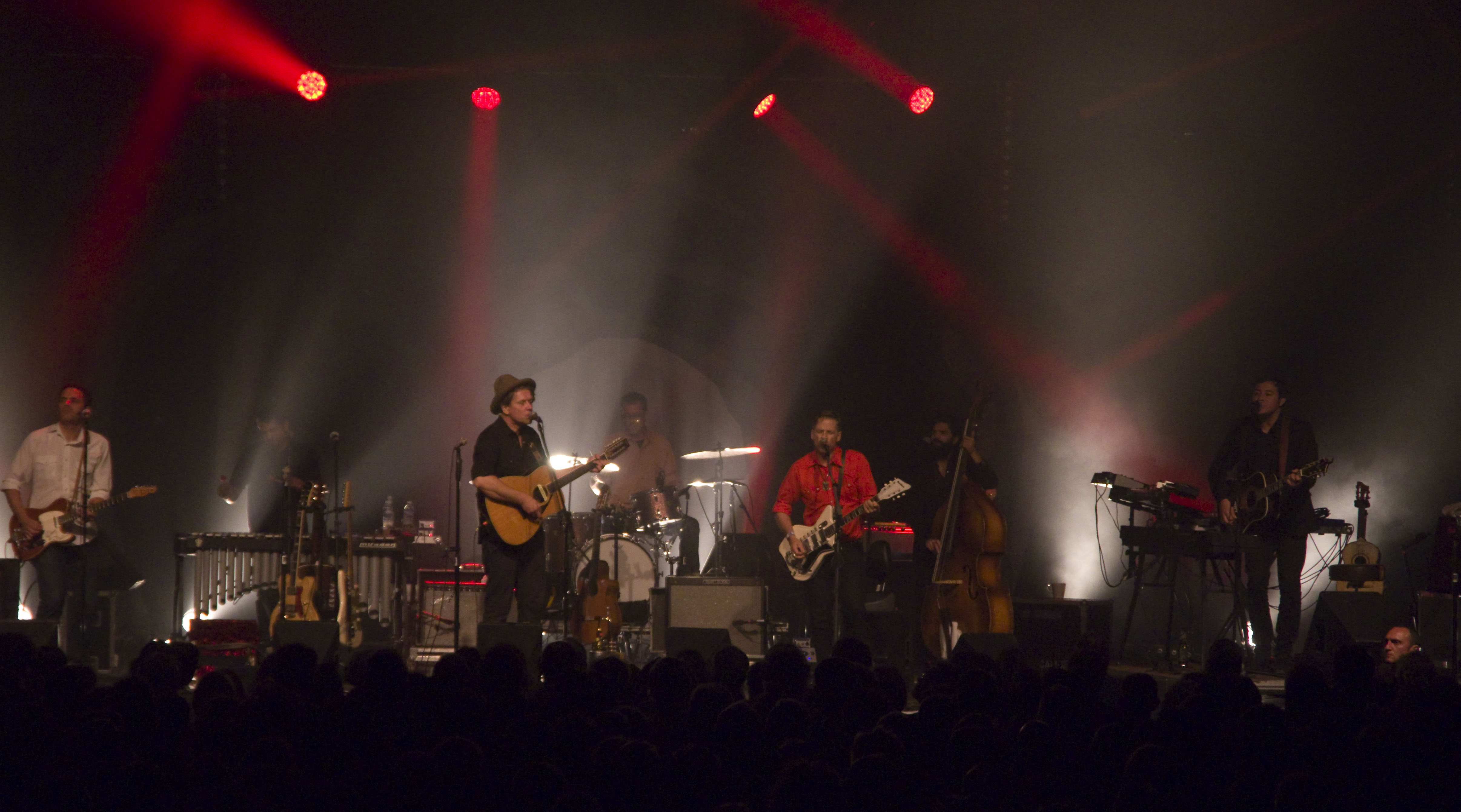
Zelt-Musik-Festival 2016 Freiburg, Alemania

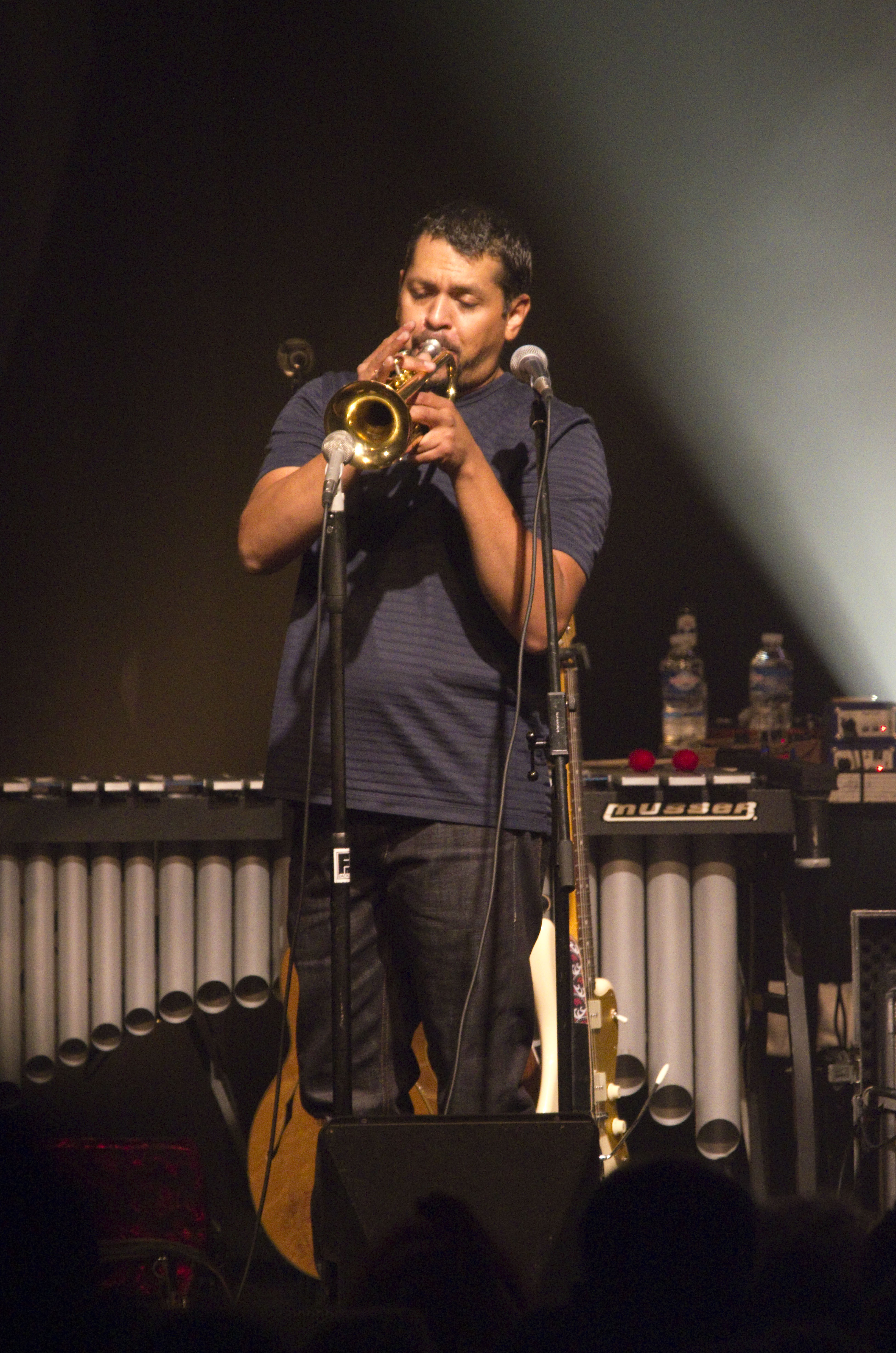
Zelt-Musik-Festival 2016

Calexico es un grupo estadounidense de indie folk, indie rock y americana originario de Tucson, Arizona. Sus dos líderes, Joey Burns (voz y guitarra) y John Convertino (batería) comenzaron a tocar juntos en la banda angelina Giant Sand antes de fundar Calexico. El grupo se caracteriza por incorporar en su sonido una ecléctica variedad de música, destacando el folk del suroeste de Estados Unidos y del norte de México combinado con sonidos de música independiente; algo que suena a spaghetti western moderno con aires fronterizos.

## Biografía
Los orígenes de Calexico se remontan a 1990, cuando Joey Burns, por entonces estudiante de la Universidad de California, Irvine, se incorporó a Giant Sand como bajista, grupo en el que John Convertino tocaba la batería.
Giant Sand se trasladaron a Tucson en 1994, donde Burns y Convertino formarían parte de Friends of Dean Martinez, su primer proyecto paralelo que abandonarían en 1996. En el mismo año formarían Spoke, nombre que cambiarían por Calexico poco más tarde, alternando su presencia tanto en este nuevo proyecto como en su primer grupo Giant Sand.

### Como Calexico
Su primer disco, Spoke (1996), fue una edición limitada a 2.000 copias grabada para la compañía independiente alemana Hausmusik. Tras firmar con la compañía Quarterstick Records cambiarían su primer nombre por el de Calexico, reeditando su primer álbum un año después bajo el nombre definitivo del grupo. El nombre proviene de la población californiana de Calexico. Al otro lado de la frontera se encuentra la población de Mexicalí.
En 1998 grabarían su segundo álbum titulado The Black Light, un disco inspirado en el desierto de Arizona y del norte de México que recibió excelentes críticas en la prensa musical. 
El grupo actuó como telonero de bandas como Pavement y Lambchop, así como en festivales repartidos por todo Estados Unidos.
Tras la grabación de Road Map (1999), un disco en directo de tirada limitada disponible únicamente en sus conciertos, editaron su siguiente álbum Hot Rail en 2000, en el que su sonido sufrió una evolución al incorporar instrumentos como violines, trompetas y trompas así como influencias del jazz y la música mariachi. También contaron con la colaboración de la cantante francesa Françoiz Breut en la canción Ballad of Cable Hogue. Los miembros del grupo estuvieron ocupados durante este año con el disco de Giant Sand Chore of Enchantment, lo que no impidió que editaran otro trabajo en vivo que sólo se podía adquirir en sus conciertos, esta vez titulado Travellal.
A finales de 2000, la banda grabó un disco compartido con el dúo francés Amor Belhom Duo bajo el título de Tete a tete que salió a la venta en 2001. En el mismo año se editaron dos recopilaciones con material inédito de la banda; el primero de ellos fue Even My Sure Things Fall Through, reeditado posteriormente como Mariachi luz de luna y que incluía rarezas, caras B y remixes. El segundo, titulado Aerocalexico fue otro de los discos que edita el grupo para venderlos en sus conciertos.
Después de su álbum en directo The Scraping, en 2003 editarían su cuarto disco de estudio titulado Feast of Wire, con el que entraron por primera vez en la lista Billboard de discos más vendidos. La canción Güero Canelo incluida en este disco fue elegida para formar parte de la banda sonora de la película Collateral. Un año después saldría a la venta su primer DVD, grabado en el Barbican Centre de Londres bajo el título World Drifts In: Live at the Barbican.
En 2004 la banda contribuyó con la canción Burnin' Down the Spark a la reaparición de Nancy Sinatra con su disco homónimo. En este álbum, además de Calexico, colaboraron varios artistas que se declaran admiradores de la hija de Frank Sinatra, como Morrissey, Jarvis Cocker o Thurston Moore de Sonic Youth.
Un año más tarde grabaron un EP compartido con Iron & Wine bajo el título In the Reins que recibió una muy buena acogida por la crítica, además de conseguir entrar en el Billboard 200 y llegar al nº12 en las listas de éxitos independientes. Después de la grabación, ambos grupos comenzaron una gira conjunta para promocionar el disco. En el mismo año volvieron a colaborar con Françoiz Breut en algunos temas del álbum de la artista francesa titulado Une Saison Volée.
Su quinto trabajo oficial, Garden Ruin (2006) evidenció una vuelta a la americana de sus primeros trabajos, dando menos importancia a los instrumentos de viento y centrándose más en la parte vocal y las guitarras. También sería con diferencia su álbum más político, criticando en él la tragedia de la guerra y el patriotismo ciego de algunos sectores de su país. En la canción Roka contaron con la participación de la cantante jiennense Amparanoia, quien ya les había acompañado en sus giras como corista.
En el año 2008 colaboran como banda de acompañamiento en el álbum de debut de Depedro, proyecto personal del músico madrileño Jairo Zavala (La Vacazul, Amparanoia).
En marzo de 2018, el grupo de Joey Burns y John Convertino lanzan su nuevo álbum titulado "The Thread That Keep Us", con influencias de folk, country y de americana.

## Discografía

### Álbumes de estudio
- 1997 Spoke
- 1998 The Black Light
- 2000 Hot Rail
- 2003 Feast of Wire
- 2006 Garden Ruin
- 2008 Carried To Dust
- 2012 Algiers
- 2015 Edge Of The Sun
- 2018 The thread that keeps us
- 2022 El mirador

### Otros álbumes
- 1999 Road Map
- 2000 Travelall
- 2001 Tete a Tete, como ABBC con Amor Belhom Duo
- 2001 Aerocalexico
- 2002 Scraping
- 2005 The Book and The Canal
- 2007 Tool Box
- 2010 Circo (Soundtrack)
- 2020 Seasonal shift (Disco de versiones y canciones originales)

### EP
- 2001 Even My Sure Things Fall Through
- 2004 Convict Pool
- 2004 Black Heart
- 2005 In the Reins, compartido con Iron & Wine

### DVD
- 2004 World Drifts In: Live at the Barbican

### Remixes
- 2001 "Human Calexico Vocal Version" Remezcla de la canción de Goldfrapp

## Audio/Vídeo
- Ballad of Cable Hogue (con Françoiz Breut)
- Quattro
- Cruel
- Roka (con Amparanoia)